# Galería de Arte Sree Chitra

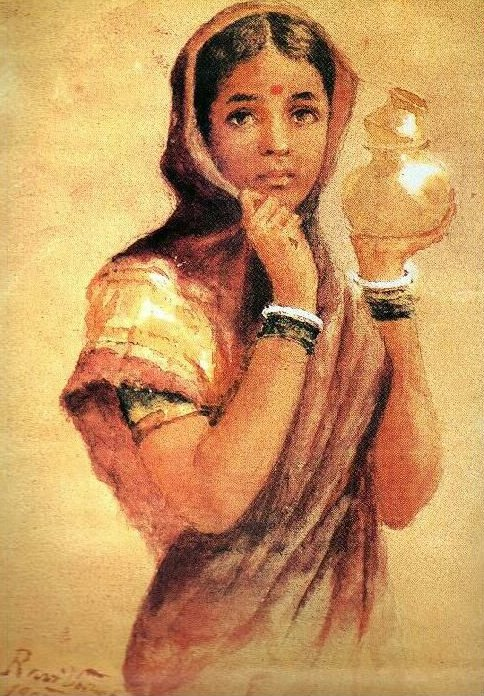
Raja Ravi Varma, La lechera (1904)

La Galería de Arte Sree Chitra es una galería de arte en Thiruvananthapuram, India, creada en 1935. Se encuentra en el recinto norte del Museo Napier. Fue inaugurado por Chithira Thirunal Balarama Varma. La galería cuenta con una colección única de pintura tradicional y contemporánea, que incluye las obras de Raja Ravi Varma, Nicholas Roerich, Svetoslav Roerich, Jamini Roy, Rabindranath Tagore, V. S. Valiathan, C. Raja Raja Varma, y K. C. S. Paniker. En la galería hay aproximadamente 1100 cuadros.
La galería de arte tiene expuestas obras de las escuelas de arte mogol, rajput, bengalí, rajastani y tanjore. También cuenta con una colección oriental de pinturas chinas, japonesas y balinesas, tibetanas thangka, y colecciones únicas de pintura mural india de tiempos prehistóricos. Otros objetos de interés son miniaturas de diferentes partes del mundo, reproducciones de murales de Ajanta, Bagh, Sigiriya y Sittannavasal, y manuscritos de importancia archivística. La galería alberga pinturas miniaturas de Tanjore de 400 años de antigüedad.
La galería cuenta con 15 obras originales de los Roerich y 43 obras originales de Raja Ravi Varma. Los raros bocetos a lápiz de Ravi Varma también se exponen en la galería. Las pinturas de Ravi Varma que se conservaban anteriormente en Chithralaya en Kilimanoor fueron cedidas a la galería de arte por el Palacio de Kilimanoor como préstamo permanente en 1941. El palacio cedió originalmente 70 cuadros de Ravi Varma, pero algunos de ellos no están expuestos en la galería de arte por falta de espacio. El gobierno de Kerala emprendió la restauración de las pinturas de Ravi Varma en 2005. Las obras maestras de Ravi Varma Shakuntala y Damayanti hablando con un cisne se exponen en la galería.
En 2010, la galería se cerró para su renovación al producirse un incendio debido a un cortocircuito En 2013, se informó de que algunos cuadros de C. Raja Raja Varma estaban dañados debido a la humedad. Esto incluyó las pinturas Secundarabad Lake, Local Toddy Shop, y Himalaya. Nueve óleos y una acuarela de Ravi Varma están tirados en el almacén por falta de espacio. Esto incluía las pinturas Lady Swinging, Mysore Khedda, Sreerama Break the Bow, Two Horses, Procession, Portrait Study, y Butterfly. El Palacio de Kilimanoor había presentado una queja oficial porque faltaban algunos de los cuadros que había entregado a la galería de arte. Debido a la limitación de espacio, se propuso un nuevo edificio para la galería y se puso la primera piedra en 1985, pero las obras no avanzaron.